# Caupolicana piurensis
Caupolicana piurensis är en biart som beskrevs av Cockerell 1911. Caupolicana piurensis ingår i släktet Caupolicana och familjen korttungebin. Inga underarter finns listade.